# Пестерюгино
Пестерюгино — деревня в Собинском районе Владимирской области России, входит в состав Куриловского сельского поселения.

## География
Деревня расположена в 4 км на северо-восток от центра поселения деревни Курилово и в 15 км на север от райцентра города Собинка.

## История
В конце XIX — начале XX века деревня входила в состав Кузнецовской волости Владимирского уезда, с 1924 года — в составе Ставровской волости. В 1859 году в деревне числилось 38 дворов, в 1905 году — 60 дворов, в 1926 году — 51 хозяйство.
С 1929 года деревня являлась центром Пестерюгинского сельсовета Ставровского района, с 1932 года — в составе Юровского сельсовета Собинского района, с 1945 года деревня вновь в составе Ставровского района, с 1965 года — в составе Собинского района, с 1976 года — в составе Куриловского сельсовета, с 2005 года — Куриловского сельского поселения.

## Население
| 1859 | 1905 | 1926 | 2002 | 2010 | 2021 |
| ---- | ---- | ---- | ---- | ---- | ---- |
| 252  | ↗311 | ↘186 | ↘1   | →1   | ↗5   |